# 金漢鼎 (順治進士)
金漢鼎（1614年—？），字紫芬（紫汾），浙江省金華府義烏縣（今浙江省義烏市）人，清朝政治人物、進士出身。

## 生平
十岁喪父，順治三年（1646年）丙戌科浙江鄉試舉人，顺治六年（1649年），登进士，改陝西西安府涇陽縣知縣。顺治十三年，任兵科給事中。次年，任禮科右給事中。顺治十五年，任戶科右給事中。顺治十六年，任刑科左給事中、會試同考官。

## 家族
曾祖金李。祖父金文泰。父金德義，萬曆己未進士，官婺源知縣。